# Оскар Дроњак
Оскар Дроњак (швед. Oscar Dronjak; рођен 20. јануара 1972) је ритам гитариста и оснивач хеви метал групе Хамерфол. Поред успеха у Хамерфолу, такође је свирао и издао албуме са дет метал групама Серемонијал Оут и Кристал Ејџ.

## Биографија
Дроњак је рођен у шведском граду Мелндалу. Дроњак је српског порекла, тачније његов отац је српски исељеник у Шведској, док му је мајка Швеђанка. Његов први инструмент је била хармоника; касније је неколико година свирао тромбон, док се са четрнаест година, није усталио на гитари. Убрзо потом, основао је своју прву групу названу The Hippie Killers. Током 1989. године основао је дет метал групу Desecrator, која је касније применована у Серемонијал Оут. Пре него што су издали први албум, напустио је групу. Крај његове каријере у групи Серемонијал Оут означио је почетак Хамерфола. У почетку, Оскарова главна преокупација је била дет метал група Кристал Ејџ. Према томе, Хамерфол је у почетку био секундарни пројекат овог музичара, где су он и његови пријатељи вежбали неке песме које је он написао, укључујући и "Steel Meets Steel". Ускоро, са Хамерфолом снима први албум, назван Glory to the Brave. Оскар користи "Jackson" гитаре.
Такође је изводио пратеће вокале на три албума групе Ин Флејмс: Lunar Strain (на песми "Lunar Strain), Subterranean (на песми "Stand Ablaze") и The Jester Race (на песми "Dead Eternity").